# Hermann Binz
Hermann Hugo Binz (* 22. Juni 1876 in Karlsruhe; † 15. November 1946 ebendort) war ein deutscher Bildhauer und Keramiker.

## Leben

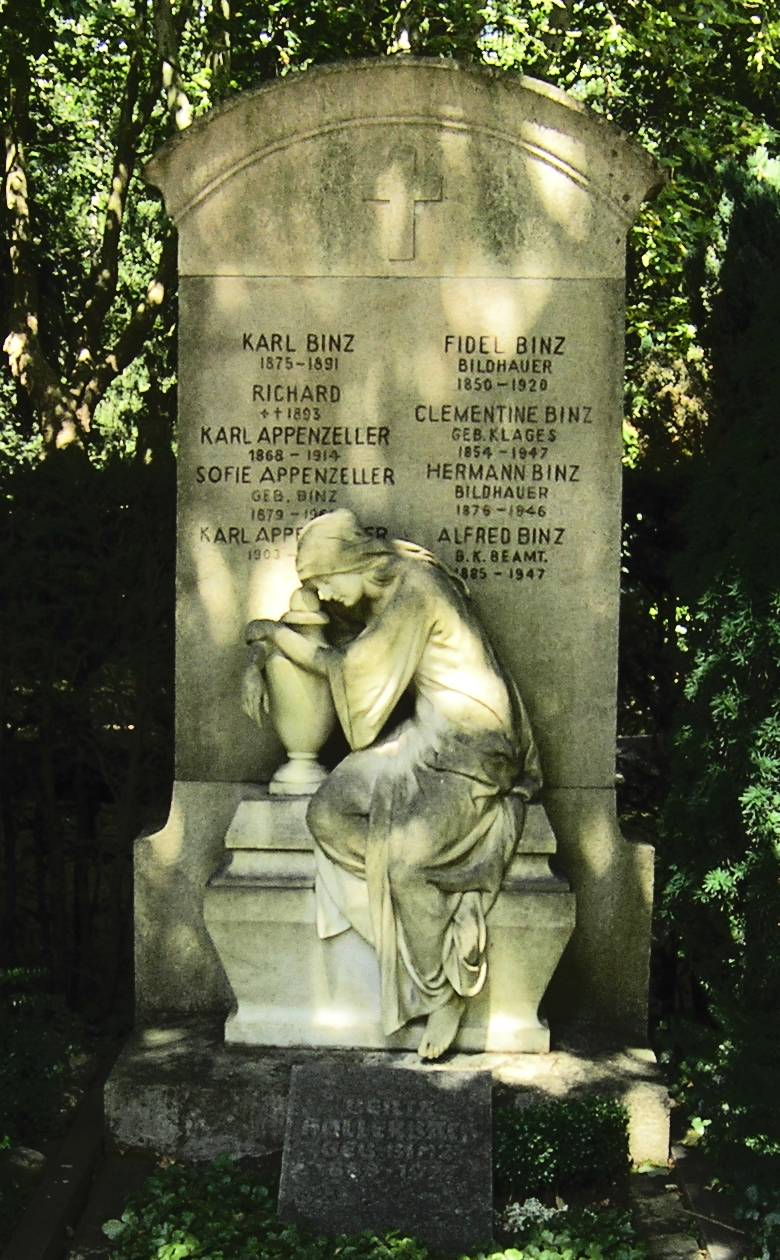
Grab der Familie Binz

Binz war ein Sohn des Steinbildhauers Fidel Binz (1850–1920). Er trat in die väterliche „Werkstatt für Grabmalkunst und Bauplastik“ ein, wo er die Praxis erlernte. Dort wurde von 1895 bis 1903 auch der Bildhauer Hermann Föry ausgebildet. Anschließend besuchte er bei Fridolin Dietsche und Adolf Heer die Großherzoglich Badischen Kunstgewerbeschule und begab sich danach für ein Jahr an die Preußische Akademie der Künste nach Berlin, wo er ein Schüler von Gerhard Janensch war. Nach Karlsruhe zurückgekehrt, erhielt er 1895 ein Meisteratelier an der Großherzoglich-Badischen Akademie der Bildenden Künste bei Hermann Volz. Er absolvierte 1896 bis 1897 sein Einjährigenjahr beim Feldartillerie-Regiment Nr. 14 in Karlsruhe, welches ihm die Gelegenheit bot Pferdestudien anzufertigen und setzte von 1898 bis 1903 sein Studium fort.
Er unternahm mehrere Studienreisen, bei denen er die Plastik Deutschlands, Frankreichs und Italiens kennenlernte. Dabei war er insbesondere von den Werken Auguste Rodins beeindruckt. Er schuf gemeinsam mit Hermann Billing und den Karlsruher Architekten Curjel & Moser eine Reihe von monumentalen Arbeiten, zu denen der sogenannte Stephansbrunnen gehörte, den eine überlebensgroßen Statue eines Mädchens ziert und der von 14 Porträtmasken nach Karlsruher Persönlichkeiten umgeben ist. Auch die 14 m lange Kanzelwand in der Lutherkirche, auf der die Bergpredigt dargestellt ist, stammte aus dieser Zusammenarbeit. Er fertigte zudem einige Bronze- und Marmorwerke und Porträtbüsten und wandte sich auch der Majolikaplastik zu. Er war zeitweise Mitarbeiter der Großherzoglichen Majolika Manufaktur in Karlsruhe.
Binz verrichtete im Ersten Weltkrieg seinen Kriegsdienst als Leutnant der Landwehr an der deutsch-französischen Front.
In der Zeit des Nationalsozialismus war Binz Mitglied der Reichskammer der bildenden Künste. Für diese Zeit ist seine Teilnahme an 10 Gruppenausstellungen und einer Einzelausstellung sicher belegt.
Binz war unverheiratet, hatte keine Nachkommen und vermachte seinen künstlerischen Nachlass der Stadt Karlsruhe, die ihn in der Städtischen Kunstsammlung verwahrt. Er liegt auf dem Hauptfriedhof Karlsruhe begraben.

## Werke (Auswahl)

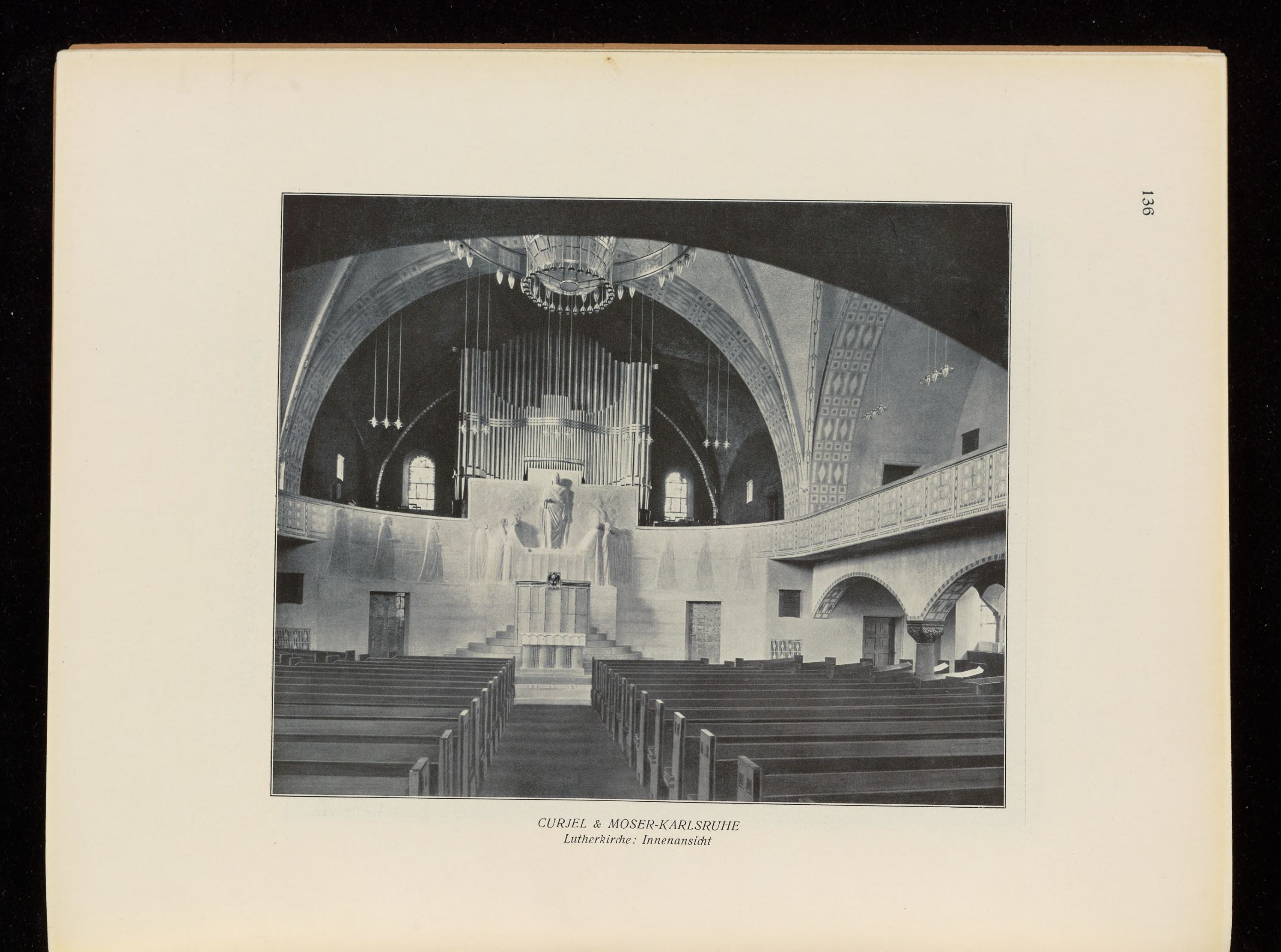
Kanzelwand Lutherkirche

- Bauplastik an der Christuskirche (1900)
- Brunnen auf dem Stephanplatz (1904/1905) mit Hermann Billing
- Altarwand der Lutherkirche (1907).
- Bauplastik für das Warenhaus Knopf in Karlsruhe (1914).
- Baukeramik für die Viktor-von-Scheffel-Schule in Knielingen (1913).
- Bauplastik für die Gaststätte Zum Moninger 1901.
- Gefallenendenkmal der Stadt Karlsruhe auf dem Ehrenfriedhof Karlsruhe (1920–1930), mit Hermann Billing.

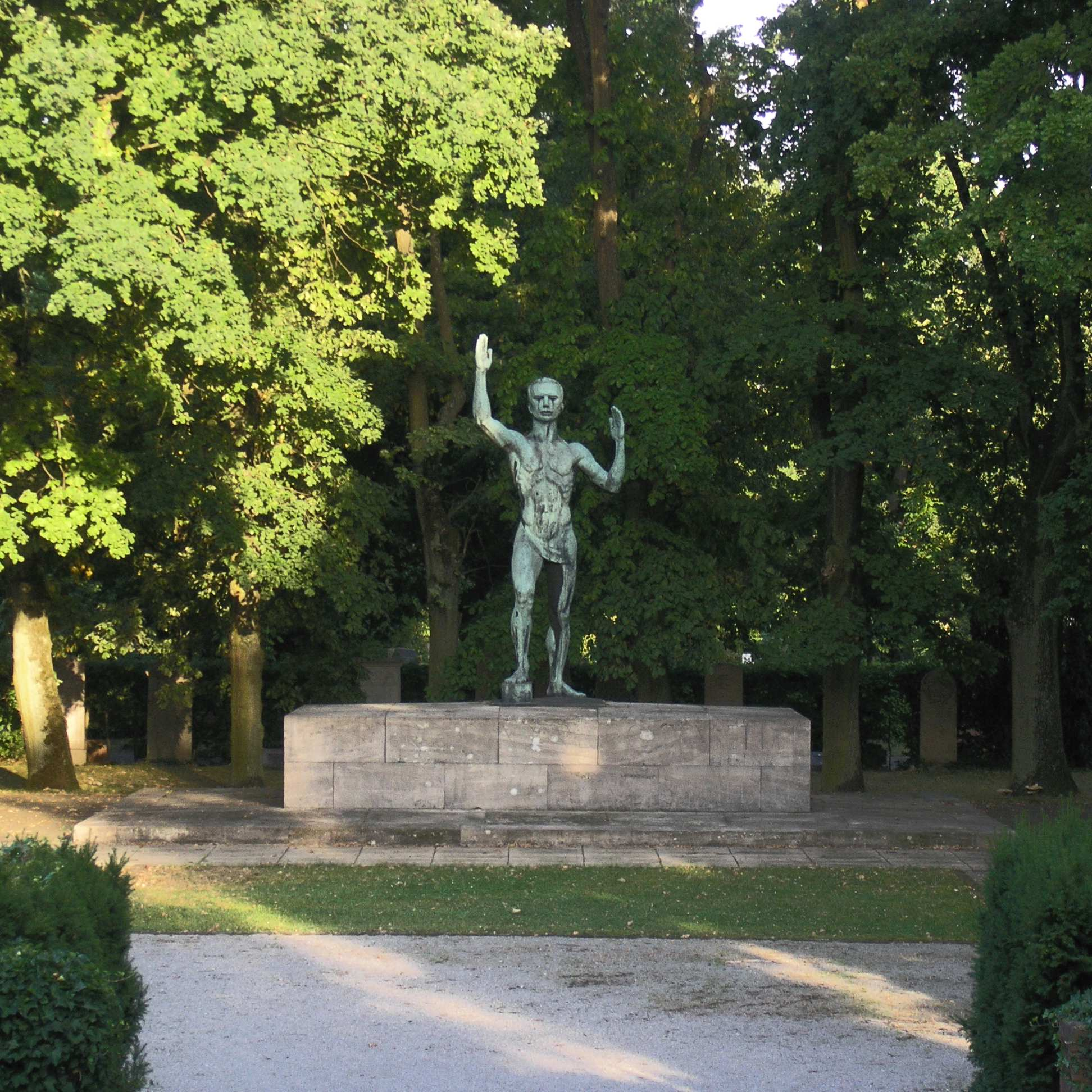
Gefallenendenkmal Hauptfriedhof Karlsruhe
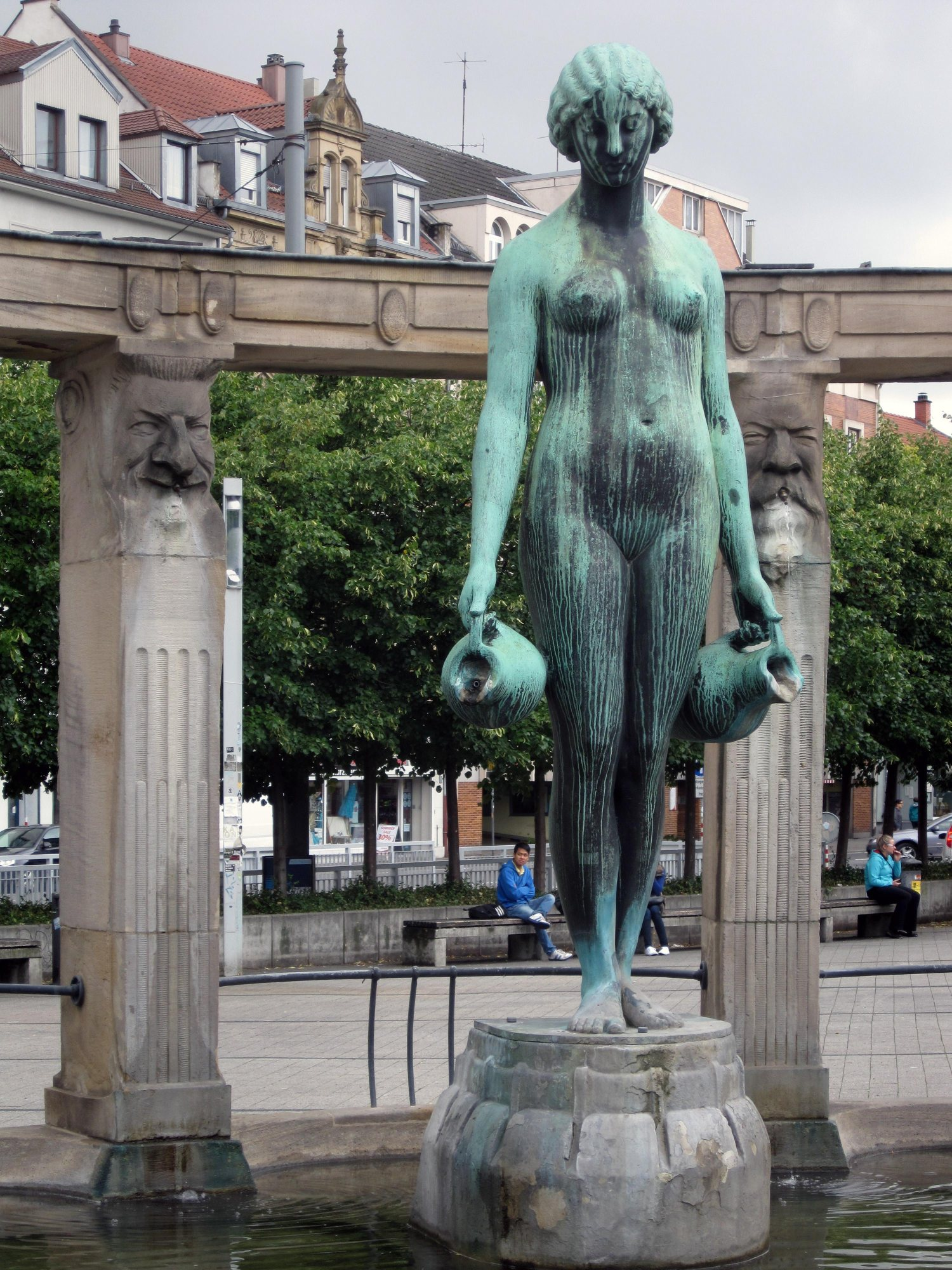
Brunnen auf dem Stephanplatz
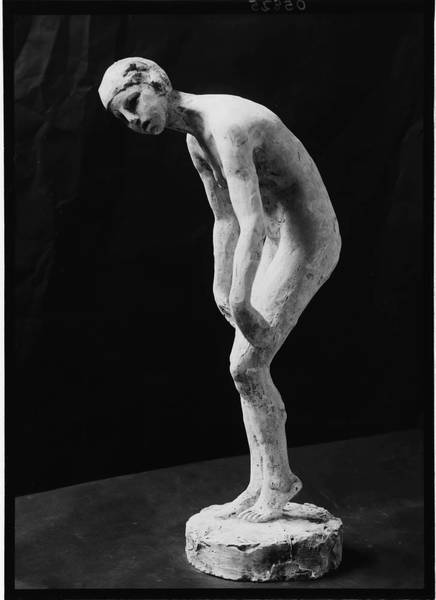
Weibliche Statue

## Konkurrenzentwürfe (Auswahl)
- Berlin-Tiergarten: Richard Wagner-Denkmal (geschaffen nach dem Entwurf des Bildhauers Gustav Eberlein)
- Bingerbrück: Bismarck-Nationaldenkmal, auf der Elisenhöhe (1911) – nicht ausgeführt
- Karlsruhe: Bismarck-Denkmal (enthüllt am 3. Juli 1904, geschaffen nach dem Entwurf von Karl Friedrich Moest)
- Straßburg: Jung-Goethe-Denkmal
- Weimar: Liszt-Denkmal (geschaffen nach dem Entwurf des Bildhauers Hermann Hahn)